# Der Fall Jesus
Der Fall Jesus (Verweistitel: Der Fall Jesus – Er will das größte Rätsel aller Zeiten lösen) ist ein US-amerikanisches christliches Filmdrama aus dem Jahr 2017. Die Handlung basiert auf einer wahren Begebenheit.

## Handlung

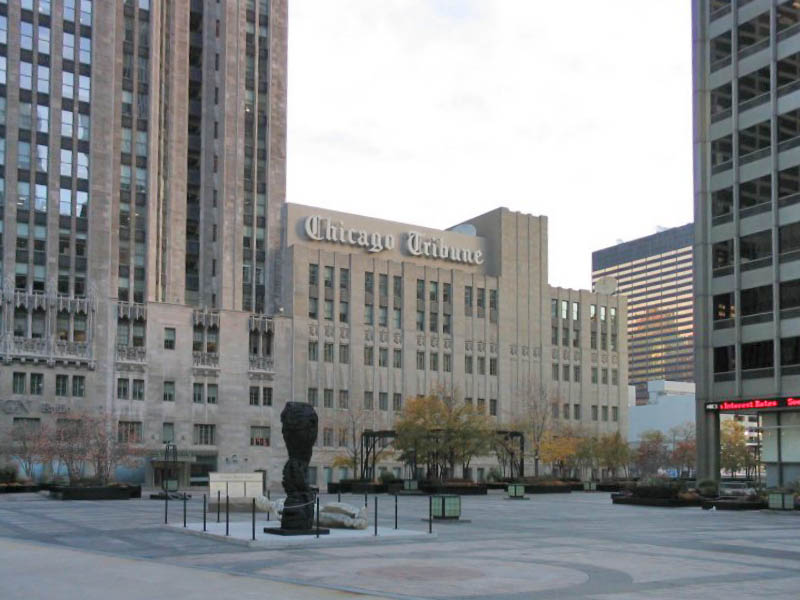
Gebäude der Chicago Tribune

Chicago im Jahr 1980. Lee Strobel ist ein atheistischer Journalist und investigativer Reporter für die Chicago Tribune. Er und seine Frau Leslie haben eine Tochter namens Alison und erwarten ihr zweites Kind. Nachdem Lee seitens seines Arbeitgebers eine ganz besondere Anerkennung erhalten hat, geht er mit seiner Familie aus, um das Ereignis mit einem gemeinsamen Abendessen zu feiern. Als Alison sich an einer Süßigkeit verschluckt und zu ersticken droht, greift eine zufällig anwesende Krankenschwester namens Alfie ein und rettet Alison das Leben. Sie schreibt das Ereignis Gottes Willen zu, den Leslie sich zu Herzen nimmt.
Leslie und Alfie werden Freunde und besuchen gemeinsam eine christliche Kirche. Irritiert versucht Lee erfolglos, Leslie davon abzubringen. Auf Anraten seines Mentors macht sich Lee auf die Suche nach Beweisen, die zeigen sollen, dass die Auferstehung Jesu nicht stattgefunden hat. Währenddessen bringt Leslie einen Sohn, Kyle, zur Welt.
Lee beginnt, Informationen und Beweise zu sammeln. Als Nächstes versucht er darzulegen, dass die Zeugen hypnotisiert waren, aber eine Psychologin beweist ihm das Gegenteil. Lee versucht sodann, Belege dafür zu sammeln, dass Jesus möglicherweise nicht am Kreuz gestorben ist oder abgenommen wurde, aber wieder beweist ihm ein Arzt das Gegenteil, indem er sagt, dass Jesus am Kreuz gestorben sein muss.
Währenddessen versucht Lees entfremdeter Vater, sich mit ihm zu versöhnen, aber Lee weist ihn ab. Sein Vater stirbt kurz darauf, und dann erfährt Lee, dass sein Vater ihn wirklich liebte, was Lee überrascht.
Gleichzeitig mit Lees Streben, die Auferstehung Jesu zu widerlegen, untersucht er auch den Fall eines Polizisten, der angeschossen wurde. Zunächst sieht es so aus, als wäre der Verurteilte schuldig und Informant einer Bande; aber Lee beweist, dass sich der Polizist mit einer als Stift getarnten geheimen Waffe selbst verletzt hat, und der zu Unrecht Verurteilte wird daraufhin freigelassen.
Lee versucht, mehr Beweise für seine religiöse Untersuchung zu bekommen, aber sein Mentor erklärt ihm, dass der letzte Teil des Beweises der wahren Existenz Jesu der Glaube ist, ob er dies nun glaubt oder nicht. Als ein Kollege ihm eine Rede hält, beschließt Lee, den Sprung ins Vertrauen zu wagen und zu glauben. Als er Leslie davon erzählt, haben sie eine glückliche Versöhnung und beten zusammen.

## Rezeption

### Veröffentlichung
In den Vereinigten Staaten und Kanada wurde Der Fall Jesus am 7. April 2017 veröffentlicht, zusammen mit Die Schlümpfe – Das verlorene Dorf und Die Rentner-Gang. In der ersten Woche beliefen sich die Einnahmen an 1.174 Kinokassen auf 5 Millionen US-Dollar. Die gesamten Einnahmen betrugen 17 Millionen US-Dollar, dem gegenüber standen Produktionskosten von 3 Millionen US-Dollar.

### Kritik
„Der durchaus unterhaltsame Film verbindet ein Ehedrama mit einer kriminalistischen Suche nach Wahrheit, gerät theologisch allerdings als Apologetik des christlichen Glaubens viel zu oberflächlich.“